# 顕浄土真実教行証文類
『顕浄土真実教行証文類』（けんじょうどしんじつきょうぎょうしょうもんるい）は、鎌倉時代初期の日本の僧・親鸞の著作である。全6巻からなる浄土真宗の根本聖典である。正式な表題は『顯淨土眞實敎行證文類』と記述されている。自身の師（本師）である法然が著した『選択本願念仏集』（『選択集』）の解説書にして、また、その正当性を論証した文書である。
略称
『教行信証』（きょうぎょうしんしょう）と略称されることが多い。また『教行信証』の略称は室町期の写本からで、それ以前は『敎行證』（『教行証』）と記されていた。
その他に『教行証文類』、『広文類』と呼称される。
真宗の根本の書であるため崇敬の念を表して本願寺派では「御本典」、大谷派では「御本書」という呼称がある。
浄土真宗立教開宗の書
真宗十派（真宗教団連合）では、親鸞が『教行信証』を制作したことをもって立教開宗とし、元仁元年（1224年）4月15日に草稿本が完成したとされ、4月15日を「真宗立教開宗記念日」と定めている。
真跡本
真宗大谷派が所蔵する『顕浄土真実教行証文類』が現存する唯一の親鸞真跡本である。元は、親鸞の門弟である性信を開基とする坂東報恩寺が蔵していたことにちなみ「坂東本」と通称される。昭和27年（1952年）3月29日に国宝の指定を受ける。「坂東本」は、『御草本』とも通称される。
東国（関東）在住時代に草稿が完成し、最晩年まで推敲したものと考えられ、朱筆や墨で加筆した跡が随所に見られる。
戦前、報恩寺より託され浅草別院が所蔵していたところ関東大震災に遭遇、浅草別院は焼け落ち、坂東本を収蔵した金庫も建物もろとも火災に焼かれた。しかし焼け跡に残った金庫が自然に冷めるまで待って開けたところ、坂東本は無事焼失を免れていたという。火災により本書が発火するより速く金庫内の酸素が消費され、さらに金庫が完全に冷めるまで待って開ける（もし発火点以上の温度があった場合、開庫と同時に酸素が入り発火していた）などの判断が焼失を防いだと思われる。この震災以後、「坂東本」は東本願寺に託されることとなった。現在は国宝としての保存上の観点より、真宗大谷派から京都国立博物館へ寄託されている。
「坂東本」の修復
2003年7月より2004年3月にかけて「坂東本」の修復が行われた。その際、調査を行ったところ、新たに約700ヶ所に、角筆（竹などを尖らせた筆記具。紙に凹みをつけて書き込む。）によりつけられた書き込みが発見される。その内400ヶ所は、重要箇所に注意を促す「合点」（がってん）と呼ばれる書き込み。

## 内容
顕浄土真実教行証文類序
「総序」と通称される。
顕浄土真実教文類一
「教巻」と通称される。
顕浄土真実行文類二
「行巻」と通称される。
巻末に「正信念仏偈」（「正信偈」）と呼ばれる偈頌が置かれる。
顕浄土真実信文類序
「顕浄土真実信文類三」の前に「別序」と通称される序文が置かれる。
顕浄土真実信文類三
「別序」を含めて「信巻」と通称される。
顕浄土真実証文類四
「証巻」と通称される。
顕浄土真仏土文類五
「真仏土巻」と通称される。
顕浄土方便化身土文類六
「化身土巻」と通称される。
「化身土巻」は「本」と「末」からなる。
巻末の「竊かに以みれば聖道の諸教は行証久しく廃れ浄土の真宗は証道いま盛なり」以降の部分は「後序」と呼ばれる。